# Барсбюттель
Барсбюттель (нем. Barsbüttel) — община в Германии, в земле Шлезвиг-Гольштейн. 
Входит в состав района Штормарн.  Население составляет 12 363 человека (на 31 декабря 2010 года). Занимает площадь 24,68 км².